# Geiselsberg (Igling)
Geiselsberg ist ein Ortsteil der Gemeinde Igling im oberbayerischen Landkreis Landsberg am Lech.

## Geografie
Die Einöde Geiselsberg liegt auf der Gemarkung Oberigling circa einen Kilometer nordwestlich von Unterigling im Lechfeld.

## Geschichte
Geiselsberg wird erstmals 1598 als Geiselsperg genannt.

## Sehenswürdigkeiten
Etwas nordöstlich von Geiselsberg befindet sich die Bergkapelle von 1855.
Siehe auch: Liste der Baudenkmäler in Geiselsberg